# Tu ridi
Tu ridi è una novella di Luigi Pirandello, pubblicata nel 1912 sul Corriere della Sera, poi nel 1924 entrò a far parte del volume Tutt'e tre delle Novelle per un anno

## Trama
Il titolo riferisce le parole rabbiose della moglie del "povero signor Anselmo", che lo accusa di ridere, ogni notte, nel sonno. Forse un sogno liberatorio, una compensazione dello squallore della sua vita, e l'esplosione della risata notturna acquista il sapore della liberazione. Una liberazione che si rivelerà però, alla fine della novella, illusoria. Il protagonista è beffato dalla miseria e la sua esistenza è disseminata di disgrazie: la morte dell'unico figlio, la fuga della nuora con un amico intimo del defunto, le cinque nipoti rimaste orfane le cui cure gravano esclusivamente sulle sue "braccia" e l'assurda gelosia della moglie che anziché essergli d'aiuto va ad aggiungersi alle sue preoccupazioni. Ogni notte egli viene svegliato dalla moglie, che indispettita nel sentirlo ridere nel sonno, scarica su di lui gelosie e frustrazioni. Egli non ricorda mai quello che sogna e spera, pertanto che quei sogni lo facciano volare lontano dalla realtà. Ma il conforto del sogno decade quando Anselmo lo ricorda: un quadro anomalo e grottesco che ha per protagonisti i suoi colleghi di lavoro: un suo collega chiamato Torella che, essendo zoppo, si aiutava con un bastone; il capoufficio, il cavalier Ridotti, cercava di farlo cadere e colpirlo sul sedere con una lunga mazza. 

## Edizioni
- Luigi Pirandello, Novelle per un anno, Prefazione di Corrado Alvaro, Mondadori 1956-1987, 2 volumi. 0001690-7
- Luigi Pirandello, Novelle per un anno, a cura di Mario Costanzo, Prefazione di Giovanni Macchia, I Meridiani, 2 volumi, Arnoldo Mondadori, Milano 1987 EAN: 9788804211921
- Luigi Pirandello, Tutte le novelle, a cura di Lucio Lugnani, Classici Moderni BUR, Milano 2007, 3 volumi.
- Luigi Pirandello, Novelle per un anno, a cura di S. Campailla, Newton Compton, Grandi tascabili economici.I mammut, Roma 2011 Isbn 9788854136601
- Luigi Pirandello, Novelle per un anno, a cura di Pietro Gibellini, Giunti, Firenze 1994, voll. 3.